# باكوبا بيضاء
باكوبا بيضاء (الاسم العلمي:Bacopa albida) هي نوع من النباتات يتبع جنس الباكوبا من الفصيلة الحملية.